# رومن بدناژ
رومن بدناژ (چکی: Roman Bednář؛ زادهٔ ۲۶ مارس ۱۹۸۳) بازیکن فوتبال اهل جمهوری چک است.
از باشگاه‌هایی که در آن بازی کرده‌است می‌توان به باشگاه فوتبال آنکاراگوچو، باشگاه فوتبال کاوناس، باشگاه فوتبال اسپارتا پراگ، باشگاه فوتبال ملادا بولسلاف، باشگاه فوتبال سیواس‌اسپور، باشگاه فوتبال بلکپول، باشگاه فوتبال هارت آف میدلوتیان، باشگاه فوتبال لستر سیتی، و باشگاه فوتبال وست برومویچ آلبیون اشاره کرد.
وی همچنین در تیم‌های ملی فوتبال زیر ۲۱ سال جمهوری چک و جمهوری چک بازی کرده‌است.